# Kornél Szűcs
Kornél Szűcs (* 24. září 2001) je maďarský profesionální fotbalista, který hraje na pozici středního obránce za anglický klub Plymouth Argyle FC a maďarský národní tým.

## Klubová kariéra

### Diósgyőr
Dne 30. května 2020 odehrál Szűcs svůj první zápas za Diósgyőr při vítězství 1:0 nad Mezőkövesdem v Nemzeti Bajnokság I.
Ve svém prvním zápase se okamžitě stal nejlepším hráčem kola.

### Kecskemét
V červnu 2023 bylo oznámeno, že Szűcs se připojí ke Kecskemétu od sezóny 2023/24.

### Plymouth Argyle
Dne 5. srpna 2024 podepsal Szűcs smlouvu s klubem Plymouth Argyle hrajícím EFL Championship za nezveřejněný poplatek.

## Reprezentační kariéra
Szűcs debutoval za národní tým Maďarska 14. října 2024 v zápase Ligy národů UEFA proti Bosně a Hercegovině na stadionu Bilino Polje. V 87. minutě vystřídal Zsolta Nagye, když Maďarsko vyhrálo 2:0.

## Statistiky

### Klubové
Platí k zápasu hranému 3. května 2025.
| Klub                      | Sezóna            | Liga                  | Liga   | Liga | Národní pohár | Národní pohár | Ligový pohár | Ligový pohár | Kontinentální | Kontinentální | Celkově | Celkově |
| Klub                      | Sezóna            | Soutěž                | Zápasy | Góly | Zápasy        | Góly          | Zápasy       | Góly         | Zápasy        | Góly          | Zápasy  | Góly    |
| ------------------------- | ----------------- | --------------------- | ------ | ---- | ------------- | ------------- | ------------ | ------------ | ------------- | ------------- | ------- | ------- |
| Diósgyőr                  | 2018/19           | Nemzeti Bajnokság I   | 1      | 0    | 0             | 0             | –            | –            | –             | –             | 1       | 0       |
| Diósgyőr                  | 2019/20           | Nemzeti Bajnokság I   | 5      | 0    | 1             | 0             | –            | –            | –             | –             | 6       | 0       |
| Diósgyőr                  | 2020/21           | Nemzeti Bajnokság I   | 15     | 0    | 3             | 0             | –            | –            | –             | –             | 18      | 0       |
| Diósgyőr                  | 2021/22           | Nemzeti Bajnokság II  | 23     | 0    | 1             | 0             | –            | –            | –             | –             | 24      | 0       |
| Diósgyőr                  | 2022/23           | Nemzeti Bajnokság II  | 3      | 0    | 0             | 0             | –            | –            | –             | –             | 3       | 0       |
| Diósgyőr                  | Celkově           | Celkově               | 47     | 0    | 5             | 0             | –            | –            | –             | –             | 52      | 0       |
| Diósgyőr II (hostování)   | 2018/19           | Nemzeti Bajnokság III | 25     | 3    | –             | –             | –            | –            | –             | –             | 25      | 3       |
| Diósgyőr II (hostování)   | 2019/20           | Nemzeti Bajnokság III | 10     | 0    | –             | –             | –            | –            | –             | –             | 10      | 0       |
| Diósgyőr II (hostování)   | 2020/21           | Nemzeti Bajnokság III | 1      | 0    | –             | –             | –            | –            | –             | –             | 1       | 0       |
| Diósgyőr II (hostování)   | Celkově           | Celkově               | 36     | 3    | 0             | 0             | –            | –            | –             | –             | 36      | 3       |
| Kazincbarcika (hostování) | 2019/20           | Nemzeti Bajnokság II  | 4      | 0    | 0             | 0             | –            | –            | –             | –             | 4       | 0       |
| Kazincbarcika (hostování) | 2020/21           | Nemzeti Bajnokság II  | 12     | 1    | 0             | 0             | –            | –            | –             | –             | 12      | 1       |
| Kazincbarcika (hostování) | Celkově           | Celkově               | 16     | 1    | 0             | 0             | –            | –            | –             | –             | 16      | 1       |
| Kecskemét                 | 2023/24           | Nemzeti Bajnokság I   | 28     | 0    | 4             | 0             | –            | –            | 2             | 0             | 34      | 0       |
| Kecskemét                 | 2024/25           | Nemzeti Bajnokság I   | 1      | 0    | 0             | 0             | –            | –            | –             | –             | 1       | 0       |
| Kecskemét                 | Celkově           | Celkově               | 29     | 0    | 4             | 0             | –            | –            | 2             | 0             | 35      | 0       |
| Plymouth Argyle           | 2024/25           | EFL Championship      | 36     | 0    | 2             | 0             | 2            | 0            | –             | –             | 40      | 0       |
| Celkově v kariéře         | Celkově v kariéře | Celkově v kariéře     | 164    | 4    | 11            | 0             | 2            | 0            | 2             | 0             | 179     | 4       |

### Reprezentační
Platí k zápasu hranému 14. října 2024.
| Národní tým | Rok     | Zápasy | Góly |
| ----------- | ------- | ------ | ---- |
| Maďarsko    | 2024    | 1      | 0    |
| Celkově     | Celkově | 1      | 0    |